# Metal Massacre
Metal Massacre je série kompilací heavymetalové hudby vydávaná společností Metal Blade Records. Začínaly zde takové slavné kapely jako Slayer, Metallica, Overkill a jiné.

## Historie
V roce 1981 se Brian Slagel, zakladatel Metal Blade Records, rozhodl vytvořit kompilaci neznámých undergroundových metalových kapel, kterou nazval Metal Massacre. V průběhu osmdesátých a začátkem devadesátých let pak vyšlo dalších deset dílů této kompilace. Po několikaleté odmlce se objevila v roce 1995 Metal Massacre XII a o jedenáct let později v roce 2006 Metal Massacre XIII.

## Metal Massacre – 1982
První vydání:
1. Cold Day in Hell – Steeler (4:17)
2. Live for the Whip – (5:19)
3. Captive of Light – Malice (3:21)
4. Tell The World – Ratt (3:16)
5. Octave (instrumental) – Avatar (3:48)
6. Death of the Sun – Cirith Ungol (3:56)
7. Dead of the Night – Demon Flight (2:35)
8. Fighting Backwards – Pandemonium (3:44)
9. Kick You Down – Malice (4:28)
10. Hit the Lights – Metallica (4:25)

Druhé vydání (z roku 1984):
1. Chains Around Heaven – Black 'N' Blue (3:45)
2. Live for the Whip – Bitch (5:19)
3. Captive of Light – Malice (3:21)
4. Octave" (instrumental) – Avatar (3:48)
5. Death of the Sun – Cirith Ungol (3:56)
6. Dead of the Night – Demon Flight (2:35)
7. Fighting Backwards – Pandemonium (3:44)
8. Kick You Down – Malice (4:28)
9. Hit the Lights – Metallica (4:12)

Poznámka: Skladba "Chains Around Heaven" od Black 'N' Blue nahradila "Cold Day In Hell" od skupiny Steeler, "Tell The World" od Ratt byla vypuštěna.

## Metal Massacre II – 1982
1. Lesson Well Learned – Armored Saint (2:51)
2. Mind Invader – 3rd Stage Alert (3:51)
3. Rivit Head – Surgical Steel (3:03)
4. Shadows of Steel – Obsession (4:31)
5. Scepters of Deceit – Savage Grace (3:45)
6. No Holds Barred – Overkill (4:12)
7. Lucifer's Hammer – Warlord (3:18)
8. Such a Shame – Trauma (2:53)
9. It's Alright – Dietrich (3:26)
10. Inversion – Molten Leather (4:04)
11. Kings – Hyksos (6:11)
12. Heavy Metal Virgin – Aloha (3:01)

Skupina Overkill na této kompilaci není stejná jako na Metal Massacre V. Ve skupině Trauma hraje na basu Cliff Burton, pozdější slavný baskytarista skupiny Metallica.

## Metal Massacre III – 1983
1. Aggressive Perfector – Slayer (3:29)
2. Riding in Thunder – Bitch (3:57)
3. Armagedon – Tyrant (5:14); na jejich debutním albu byla skladba přejmenována na The Battle of Armageddon
4. Piranahs – Medusa (2:11)
5. Bite the Knife – Test Pattern (5:25)
6. Blitzkrieg – Black Widow (2:56)
7. Mrs. Victoria – Warlord (5:55)
8. Let's Go All the Way – Virgin Steele (3:12)
9. Fire and Wind – Sexist (3:00)
10. Hell Bent – Znowhite (1:49)
11. The Kid – Marauder (3:01)
12. Fist and Chain – La Mort (2:37)

## Metal Massacre IV – 1983
1. The Alien – Sacred Blade (3:39)
2. Cross My Way – Death Dealer (3:40)
3. The Last Judgement – Trouble (5:03)
4. Taken by Force – Sceptre (2:44)
5. Speed Zone – Zoetrope (2:41)
6. Forbidden Evil – War Cry (4:37)
7. Screams from the Grave – Abattoir (3:24)
8. I Don't Want to Die – Witchslayer (4:59)
9. Rod of Iron – Lizzy Borden (4:29)
10. Fear No Evil – August Redmoon (3:52)
11. Destructer – Thrust (4:13)
12. Medieval – Medieval (3:19)

## Metal Massacre V – 1984
1. Torture Me – Omen (3:26)
2. Condemned to the Gallows – Voivod (5:09)
3. Call on The Attacker – Attacker (3:35)
4. Nightmare – Future Tense (3:50)
5. Death Rider – Overkill (3:52)
6. Soldier Boy – Fates Warning (6:20)
7. The Brave – Metal Church (4:27)
8. Destroyer – Lethyl Synn (3:27)
9. The Warrior – Final Warning (3:49)
10. Crucifixion – Hellhammer (2:50)
11. Marching Saprophytes – Mace (4:07)
12. End of Time – Jesters Of Destiny (3:20)

## Metal Massacre VI – 1985
1. Swing of the Axe – Possessed (3:50)
2. XXX – Nasty Savage (5:26)
3. Executioner – Steel Assassin (5:02)
4. Tear Down the Walls – Mayhem (5:44)
5. Easy Way Out – Hades (4:46)
6. Metal Merchants – Hallow's Eve (4:27)
7. Bombs of Death – Hirax (2:01)
8. Fountain Keeper – Pathfinder (3:52)
9. Welcome to the Slaughterhouse – Dark Angel (5:22)
10. Concrete Cancer – The Obsessed (3:16)
11. En Masse – Stand or Die – Martyr (5:10)

## Metal Massacre VII – 1986
1. Impulse – Heretic (4:18)
2. Sentinel Beast – Sentinel Beast (5:20)
3. I Live, You Die – Flotsam and Jetsam (6:19)
4. Rented Heat – Krank (4:09)
5. Backstabber – Mad Man (2:53)
6. Widow's Walk – Détente (2:20)
7. High 'n' Mighty – Commander (4:16)
8. In the Blood of Virgins – Juggernaut (4:13)
9. Reich of Torture – Cryptic Slaughter (2:33)
10. The Omen – Have Mercy (4:18)
11. The Awakening – Titanic (4:42)
12. Troubled Ways – Lost Horizon (4:31)

## Metal Massacre VIII – 1987
1. Ignorance – Sacred Reich (3:50)
2. Hellbound – Viking (2:58)
3. Keeper of the Flame – Overlorde (4:07)
4. Violence Is Golden – Fatal Violence (4:58)
5. Spare No Lives – Tactics (2:43)
6. Nothing Left – Sanctum (4:26)
7. Into the Darkness – Gargoyle (3:44)
8. Death Awaits You – Ripper (5:43)
9. Take 'Em Alive – E.S.P. (3:53)
10. Intimate with Evil – Wargod (4:46)
11. Deadly Kiss – L.S.N. (2:58)
12. Bullets – Cobalt Blue (3:34)

Poznámka: V roce 1994 byla tato kompilace vydána společně s Metal Massacre IX.

## Metal Massacre IX – 1988
1. We Want You – Banshee
2. Old World Nights – Oliver Magnum
3. Wasteland – Toxik
4. Blood Under Heaven – Dissenter
5. Random Violence – Redrum
6. Definitive Apology – Pedifile
7. Needle Damage – Chaos Horde
8. Dehumanize – Faith or Fear
9. Midnight Madman – The Wrath
10. Children of War – Overdose

## Metal Massacre X – 1989
1. Sick or Sane? – Betrayal
2. Typhoid Mary – Solitude
3. Mirage of Blood – Murdercar
4. The Secret – Confessor
5. Egyptian Falcon – Dan Collette
6. Infected – Nihilist
7. Visions In Secret – R.O.T
8. Mercy – Wench
9. The Fourth Dimension – Slaughter
10. Stayed Up 4 Daze – I.D.K

## Metal Massacre XI – 1991
1. Shipwrecked with the Wicked – Mystic Force
2. Circle of Fools – Epidemic
3. Dementia by Design – Forte
4. Authority Lies – My Victim
5. Tormented Souls – Havoc Mass
6. The Dream Turns To Dread – Divine Right
7. The Great Escape – Ministers of Anger
8. Resurrected – Dominance
9. Sorcery of the Wicked – Mortal Reign
10. Eternal Call – Nightcrawler
11. Bad Habits – Harum Scarum
12. Consumed by Hate –
13. Excuses – Tynator
14. The Monkey Beat-Man – Spudmonsters

## Metal Massacre XII – 1995
1. Paingod – Paingod (4:02)
2. Sweething – Crisis (3:45)
3. Exhume Her – Pist.On (4:14)
4. Godlessness – Avernus (7:37)
5. Det Glemte Riket – Ancient (6:56)
6. The Allknowing – Level (5:12)
7. Wolf – Tipper Gore (3:55)
8. Rain Dance – Gunga Din (3:52)
9. Cry to Heaven – Divine Regale (3:58)
10. #3 – Pervis (3:01)
11. Anti [Coat Hanger Mix] – And Christ Wept (4:03)
12. The Wounded – Amboog-A-Lard (4:52)
13. Human Harvest – Eulogy (4:57)
14. Twodegreesbelow – Overcast (4:48)
15. Arizona Life – Big Twin Din (3:13)

## Metal Massacre XIII – 2006
1. Leaving All Behind – Cellador
2. Miasma – Black Dahlia Murder
3. Shadow of the Reaper – Six Feet Under
4. Swarm – Torture Killer
5. Vagrant Idol – Demiricous
6. Alien Angel – 3
7. The Killchain – Bolt Thrower
8. Dead Before I Stray – Into the Moat
9. Fixation On Plastics – The Red Chord
10. Sterling Black Icon – Fragments of Unbecoming
11. Bleed the Meek – Paths of Possession
12. From Your Grave – The Absence
13. Sigma Enigma – Dethroned
14. The Pursuit of Vikings – Amon Amarth
15. Kiss Me Now Kill Me Later – God
16. One with the Ocean – The Ocean Collective
17. His Imperial Victory – the Hero Fails
18. Cult – Gaza
19. Echo of Cries – End It All